# 色鬚蚶
色鬚蚶（学名：Barbatia matsumotoi）是魁蛤目魁蛤科鬍魁蛤屬的一种。

## 分佈
主要分布於中国大陆的南中國海海域及廣西北部灣，常栖息在潮下带54-83米。